# مناخ ألبي

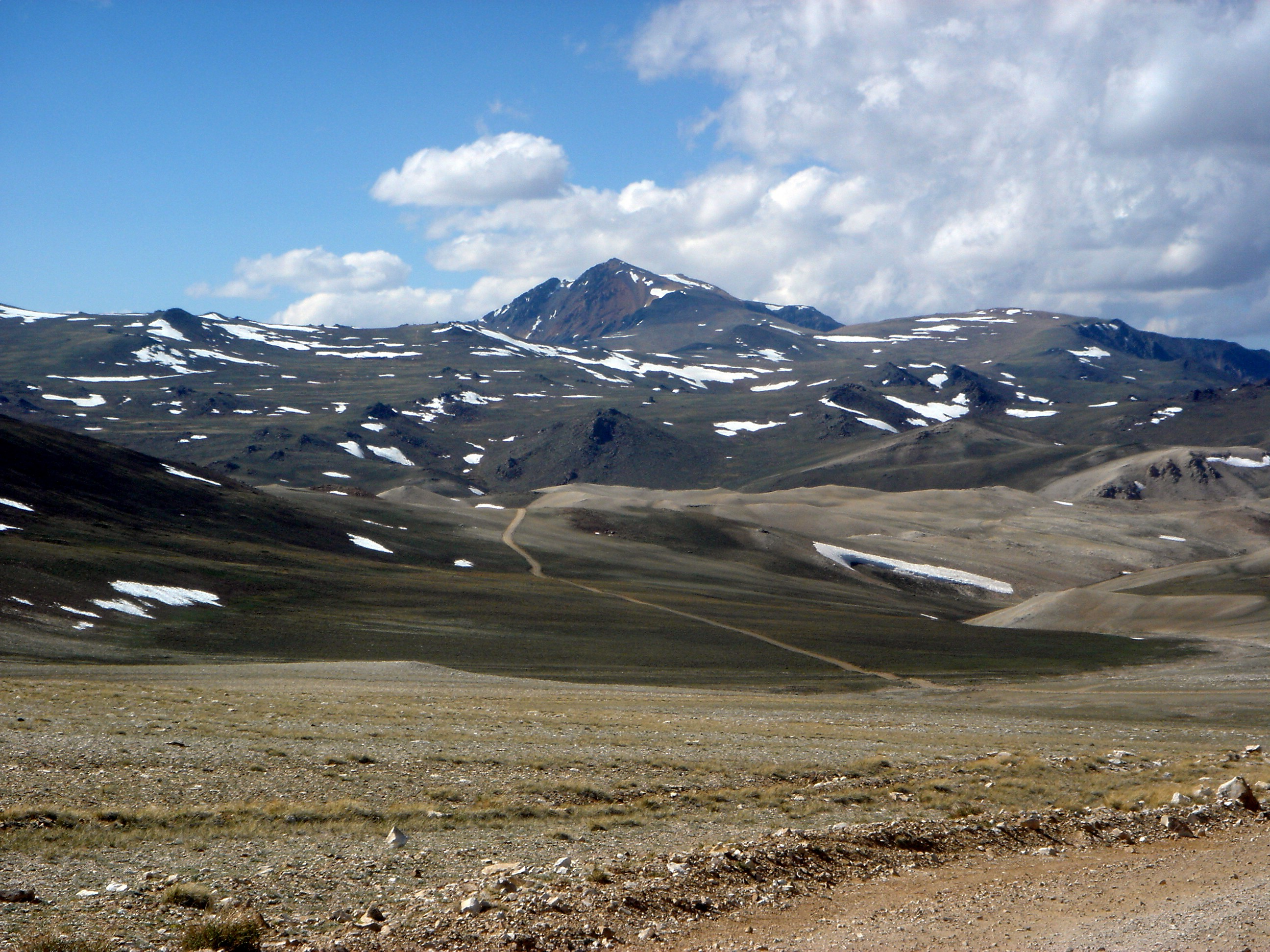
الجبل الأبيض، بيئة جبلية على علو في كاليفورنيا

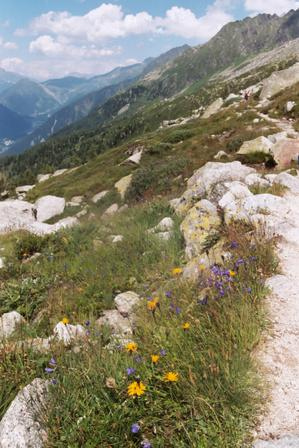
أعشاب المناخ الألبي

المناخ الألبي أو مناخ الجبال أو مناخ المرتفعات هو المناخ القياسي للمناطق فوق خط الأشجار.

## التعريف
هناك عدة تعريفات للمناخ الألبي:
- التعريف البسيط هو ذلك المناخ حيث يفشل نمو الأشجار بسبب درجات الحرارة المتدنية. حسب نظام مناطق الحياة لهولدريدج ، يقع المناخ الألبي حيث متوسط الحرارة البيولوجية لمنطقة ما ينحصر بين 1.5°م و3°م، ما يمنع نمو الأشجار. الحرارة البيولوجية هي نفسها درجة الحرارة المعروفة (سلسيوس أو فهرنهايت أو كلفين)، عدا إن كانت درجة أقل من 0°م (32°ف) فإنها تعامل على أنها 0°م، لأن النباتات تكون في حالة سبات عند درجة التجمد أو ما تحتها.[1]
- في تصنيف كوبن للمناخ، المناخ الألبي مناخ قطبي، حيث لا شهر له معدل حراري أعلى من 10°م.[2]

## الأسباب
تنتج درجات الحرارة المختلفة عن تفاعل بين الإشعاع والحمل.يخترق ضوء الشمس في الطيف المرئي طبقة الأرض وتسخنها. هذه الأخيرة أيضاً تسخن الهواء على السطح. لو كان الإشعاع هو الوسيلة الوحيدة لانعكاس الحرارة في الفضاء من الأرض، فإن تأثير البيت الزجاجي للغازات في الغلاف الجوي سيبقي سطح الأرض على درجة حرارة 333°ك (60°م).
ورغم ذلك، فعندما يسخن الهواء فإنه يتمدد، ما يقلل من كثافته. لذلك يرتفع الهواء الساخن إلى أعلى ويرسل الحرارة إلى أعلى، وهذا ناتج عن الحمل. وهذا الحمل يوازن الهواء في ارتفاع محدد حتى تكون كثافته متساوية مع الأجواء المحيطة به. الهواء ناقل ضعيف للحرارة، لذلك فجزء من الهواء يصعد ويهبط دون تبادل حراري وهذا يعرف بالعملية الكظومة، حيث لديه منحنى مبيان ضغط-حرارة متميز. إذا انخفض الضغط الجوي انخفضت درجة الحرارة. ويعرف معامل تناقص الحرارة بدلالة الارتفاع بمعدل السقوط الذي يساوي تقريباً 9.8°م لكل كيلومتر (5.4°ف لكل 1,000 قدم).
الجدير بالملاحظة أن وجود الماء في الغلاف الجوي يعقد عملية الحمل، بحيث يوجد لدى بخار الماء حرارة تبخر بطيئة. بما أن الهواء يرتفع ويبرد، يصبح مشبعاً ولا يمكنه استحمال كمية بخار الماء فيه. يتكاثف بخار الماء مكونا السحاب، ما يغير معدل السقوط من معدل جاف إلى رطب (5.5°م لكل كيلومتر أو 3°ف لكل 1,000 قدم). معدل السقوط الحالي، المسمى بمعدل السقوط البيئي ليس مستقراً (يتغير خلال اليوم أو الفصل وأيضا بحسب المكان)، لكن معدل السقوط العادي هو 5.5°م لكل 1,000 متر (3.57°ف لكل 1,000 قدم). يعادل تسلق 100 متر من الجبال المشي 80 كيلومتر (45 ميل أو 0.75° من طول خط العرض) باتجاه القطب. هذه العلاقة تقريبية فقط، حسب العوامل المحلية، مثل أن القرب من المحيط قد يغير كلياً المناخ. وكلما زاد الارتفاع يصبح نوع الهطول ثلوجا وتزداد سرعة الرياح. وتستمر درجات الحرارة في الانخفاض حتى الوصول إلى التروبوبوز على ارتفاع 11,000 متر، حيث تتوقف درجات الحرارة عن الهبوط. ويعلو التروبوبوز عن أعلى قمة في العالم.

## التوزيع
يغطي هذا المناخ جزءاً صغيرا من الأرض، حيث يتوزع على مناطق متفرقة. من أهم المناطق التي ينتشر بها هذا المناخ هي:
سييرا نيفادا الأمريكية، جبال الروكي، جبال كاسكيد، جبال الأبلاش، قمة مونا لوا في هاواي، جبال الألب، البرانس الإسبانية، جبال الأنديز، جبال الهيمالايا، سييرا نيفادا، هضبة التبت، قانسو وتشينغهاي بالصين، مرتفعات جبال الأطلس والمناطق الوسطى لبورنيو وغينيا الجديدة.
يتغير العلو الأدنى لبداية المناخ الألبي بطريقة كبيرة حسب خط العرض. إذا عرف المناخ الألبي بخط الأشجار، فهو إذن يقع على علو 650 متر على خط عرض 68 شمالاً، بينما على جبل كليمنجارو في أفريقيا فيبدأ خط الأشجار والمناخ الألبي على ارتفاع 3,950 متر.

## التغير الشهري
يعتمد التغير الشهري خلال السنة على خط عرض الموقع. ففي المناطق الاستوائية، مثل قمة جبل مونا لوا، تبقى درجات الحرارة مستقرة على مدار العام.
| البيانات المناخية لـمرصد قمة مونا لوا (1961–1990) | البيانات المناخية لـمرصد قمة مونا لوا (1961–1990) | البيانات المناخية لـمرصد قمة مونا لوا (1961–1990) | البيانات المناخية لـمرصد قمة مونا لوا (1961–1990) | البيانات المناخية لـمرصد قمة مونا لوا (1961–1990) | البيانات المناخية لـمرصد قمة مونا لوا (1961–1990) | البيانات المناخية لـمرصد قمة مونا لوا (1961–1990) | البيانات المناخية لـمرصد قمة مونا لوا (1961–1990) | البيانات المناخية لـمرصد قمة مونا لوا (1961–1990) | البيانات المناخية لـمرصد قمة مونا لوا (1961–1990) | البيانات المناخية لـمرصد قمة مونا لوا (1961–1990) | البيانات المناخية لـمرصد قمة مونا لوا (1961–1990) | البيانات المناخية لـمرصد قمة مونا لوا (1961–1990) | البيانات المناخية لـمرصد قمة مونا لوا (1961–1990) |
| الشهر                                             | يناير                                             | فبراير                                            | مارس                                              | أبريل                                             | مايو                                              | يونيو                                             | يوليو                                             | أغسطس                                             | سبتمبر                                            | أكتوبر                                            | نوفمبر                                            | ديسمبر                                            | المعدل السنوي                                     |
| ------------------------------------------------- | ------------------------------------------------- | ------------------------------------------------- | ------------------------------------------------- | ------------------------------------------------- | ------------------------------------------------- | ------------------------------------------------- | ------------------------------------------------- | ------------------------------------------------- | ------------------------------------------------- | ------------------------------------------------- | ------------------------------------------------- | ------------------------------------------------- | ------------------------------------------------- |
| الدرجة القصوى °ف (°م)                             | 67 (19)                                           | 85 (29)                                           | 65 (18)                                           | 67 (19)                                           | 68 (20)                                           | 71 (22)                                           | 70 (21)                                           | 68 (20)                                           | 67 (19)                                           | 66 (19)                                           | 65 (18)                                           | 67 (19)                                           | 85 (29)                                           |
| متوسط درجة الحرارة الكبرى °ف (°م)                 | 49.8 (9.9)                                        | 49.6 (9.8)                                        | 50.2 (10.1)                                       | 51.8 (11.0)                                       | 53.9 (12.2)                                       | 57.2 (14.0)                                       | 56.4 (13.6)                                       | 56.3 (13.5)                                       | 55.8 (13.2)                                       | 54.7 (12.6)                                       | 52.6 (11.4)                                       | 50.6 (10.3)                                       | 53.2 (11.8)                                       |
| متوسط درجة الحرارة الصغرى °ف (°م)                 | 33.3 (0.7)                                        | 32.9 (0.5)                                        | 33.2 (0.7)                                        | 34.6 (1.4)                                        | 36.6 (2.6)                                        | 39.4 (4.1)                                        | 38.8 (3.8)                                        | 38.9 (3.8)                                        | 38.5 (3.6)                                        | 37.8 (3.2)                                        | 36.2 (2.3)                                        | 34.3 (1.3)                                        | 36.2 (2.3)                                        |
| أدنى درجة حرارة °ف (°م)                           | 19 (−7)                                           | 18 (−8)                                           | 20 (−7)                                           | 24 (−4)                                           | 27 (−3)                                           | 28 (−2)                                           | 26 (−3)                                           | 28 (−2)                                           | 29 (−2)                                           | 27 (−3)                                           | 25 (−4)                                           | 22 (−6)                                           | 18 (−8)                                           |
| الهطول إنش (مم)                                   | 2.3 (58)                                          | 1.5 (38)                                          | 1.7 (43)                                          | 1.3 (33)                                          | 1.0 (25)                                          | 0.5 (13)                                          | 1.1 (28)                                          | 1.5 (38)                                          | 1.3 (33)                                          | 1.1 (28)                                          | 1.7 (43)                                          | 2.0 (51)                                          | 17 (431)                                          |
| متوسط تساقط الثلوج إنش (سم)                       | 0.0 (0.0)                                         | 1.0 (2.5)                                         | 0.3 (0.76)                                        | 1.3 (3.3)                                         | 0.0 (0.0)                                         | 0.0 (0.0)                                         | 0.0 (0.0)                                         | 0.0 (0.0)                                         | 0.0 (0.0)                                         | 0.0 (0.0)                                         | 0.0 (0.0)                                         | 1.0 (2.5)                                         | 3.6 (9.06)                                        |
| متوسط أيام هطول الأمطار (≥ 0.01 inch)             | 4                                                 | 5                                                 | 6                                                 | 5                                                 | 4                                                 | 3                                                 | 4                                                 | 5                                                 | 5                                                 | 5                                                 | 5                                                 | 4                                                 | 55                                                |
| المصدر: NOAA                                      |                                                   |                                                   |                                                   |                                                   |                                                   |                                                   |                                                   |                                                   |                                                   |                                                   |                                                   |                                                   |                                                   |

وبالنسبة للعروض الوسطى، مثل جبل واشنطن تختلف درجات الحرارة لكنها لا تكون دافئة جداً أبداً.
| البيانات المناخية لـجبل واشنطن، ارتفاع القياسات: 6,267 قدم (1,910.2 م) قرب القمة | البيانات المناخية لـجبل واشنطن، ارتفاع القياسات: 6,267 قدم (1,910.2 م) قرب القمة | البيانات المناخية لـجبل واشنطن، ارتفاع القياسات: 6,267 قدم (1,910.2 م) قرب القمة | البيانات المناخية لـجبل واشنطن، ارتفاع القياسات: 6,267 قدم (1,910.2 م) قرب القمة | البيانات المناخية لـجبل واشنطن، ارتفاع القياسات: 6,267 قدم (1,910.2 م) قرب القمة | البيانات المناخية لـجبل واشنطن، ارتفاع القياسات: 6,267 قدم (1,910.2 م) قرب القمة | البيانات المناخية لـجبل واشنطن، ارتفاع القياسات: 6,267 قدم (1,910.2 م) قرب القمة | البيانات المناخية لـجبل واشنطن، ارتفاع القياسات: 6,267 قدم (1,910.2 م) قرب القمة | البيانات المناخية لـجبل واشنطن، ارتفاع القياسات: 6,267 قدم (1,910.2 م) قرب القمة | البيانات المناخية لـجبل واشنطن، ارتفاع القياسات: 6,267 قدم (1,910.2 م) قرب القمة | البيانات المناخية لـجبل واشنطن، ارتفاع القياسات: 6,267 قدم (1,910.2 م) قرب القمة | البيانات المناخية لـجبل واشنطن، ارتفاع القياسات: 6,267 قدم (1,910.2 م) قرب القمة | البيانات المناخية لـجبل واشنطن، ارتفاع القياسات: 6,267 قدم (1,910.2 م) قرب القمة | البيانات المناخية لـجبل واشنطن، ارتفاع القياسات: 6,267 قدم (1,910.2 م) قرب القمة |
| الشهر                                                                            | يناير                                                                            | فبراير                                                                           | مارس                                                                             | أبريل                                                                            | مايو                                                                             | يونيو                                                                            | يوليو                                                                            | أغسطس                                                                            | سبتمبر                                                                           | أكتوبر                                                                           | نوفمبر                                                                           | ديسمبر                                                                           | المعدل السنوي                                                                    |
| -------------------------------------------------------------------------------- | -------------------------------------------------------------------------------- | -------------------------------------------------------------------------------- | -------------------------------------------------------------------------------- | -------------------------------------------------------------------------------- | -------------------------------------------------------------------------------- | -------------------------------------------------------------------------------- | -------------------------------------------------------------------------------- | -------------------------------------------------------------------------------- | -------------------------------------------------------------------------------- | -------------------------------------------------------------------------------- | -------------------------------------------------------------------------------- | -------------------------------------------------------------------------------- | -------------------------------------------------------------------------------- |
| الدرجة القصوى °ف (°م)                                                            | 48 (9)                                                                           | 43 (6)                                                                           | 54 (12)                                                                          | 60 (16)                                                                          | 66 (19)                                                                          | 72 (22)                                                                          | 71 (22)                                                                          | 72 (22)                                                                          | 69 (21)                                                                          | 62 (17)                                                                          | 52 (11)                                                                          | 47 (8)                                                                           | 72 (22)                                                                          |
| متوسط درجة الحرارة الكبرى °ف (°م)                                                | 13.6 (−10.2)                                                                     | 14.7 (−9.6)                                                                      | 20.7 (−6.3)                                                                      | 30.4 (−0.9)                                                                      | 41.3 (5.2)                                                                       | 50.4 (10.2)                                                                      | 54.1 (12.3)                                                                      | 53.3 (11.8)                                                                      | 47.1 (8.4)                                                                       | 36.4 (2.4)                                                                       | 28.1 (−2.2)                                                                      | 18.4 (−7.6)                                                                      | 34.0 (1.1)                                                                       |
| المتوسط اليومي °ف (°م)                                                           | 4.8 (−15.1)                                                                      | 6.2 (−14.3)                                                                      | 12.9 (−10.6)                                                                     | 23.9 (−4.5)                                                                      | 35.6 (2.0)                                                                       | 45.0 (7.2)                                                                       | 49.1 (9.5)                                                                       | 48.2 (9.0)                                                                       | 41.6 (5.3)                                                                       | 30.2 (−1.0)                                                                      | 20.7 (−6.3)                                                                      | 10.1 (−12.2)                                                                     | 27.4 (−2.6)                                                                      |
| متوسط درجة الحرارة الصغرى °ف (°م)                                                | −4.1 (−20.1)                                                                     | −2.4 (−19.1)                                                                     | 5.0 (−15.0)                                                                      | 17.4 (−8.1)                                                                      | 29.8 (−1.2)                                                                      | 39.5 (4.2)                                                                       | 44.0 (6.7)                                                                       | 43.0 (6.1)                                                                       | 36.1 (2.3)                                                                       | 24.0 (−4.4)                                                                      | 13.3 (−10.4)                                                                     | 1.7 (−16.8)                                                                      | 20.6 (−6.3)                                                                      |
| أدنى درجة حرارة °ف (°م)                                                          | −47 (−44)                                                                        | −46 (−43)                                                                        | −38 (−39)                                                                        | −20 (−29)                                                                        | −2 (−19)                                                                         | 8 (−13)                                                                          | 24 (−4)                                                                          | 20 (−7)                                                                          | 9 (−13)                                                                          | −5 (−21)                                                                         | −20 (−29)                                                                        | −46 (−43)                                                                        | −47 (−44)                                                                        |
| الهطول إنش (مم)                                                                  | 6.44 (164)                                                                       | 6.77 (172)                                                                       | 7.67 (195)                                                                       | 7.44 (189)                                                                       | 8.18 (208)                                                                       | 8.40 (213)                                                                       | 8.77 (223)                                                                       | 8.32 (211)                                                                       | 8.03 (204)                                                                       | 9.27 (235)                                                                       | 9.85 (250)                                                                       | 7.73 (196)                                                                       | 96.87 (2٬460)                                                                    |
| متوسط تساقط الثلوج إنش (سم)                                                      | 44.0 (112)                                                                       | 40.1 (102)                                                                       | 45.1 (115)                                                                       | 35.6 (90)                                                                        | 12.2 (31)                                                                        | 1.0 (2.5)                                                                        | 0.0 (0.0)                                                                        | 0.1 (0.25)                                                                       | 2.2 (5.6)                                                                        | 17.6 (45)                                                                        | 37.8 (96)                                                                        | 45.5 (116)                                                                       | 281.2 (714)                                                                      |
| متوسط أيام هطول الأمطار (≥ 0.01 in)                                              | 19.7                                                                             | 17.9                                                                             | 19.0                                                                             | 17.4                                                                             | 17.4                                                                             | 16.8                                                                             | 16.5                                                                             | 15.2                                                                             | 13.9                                                                             | 16.8                                                                             | 19.1                                                                             | 20.7                                                                             | 210.4                                                                            |
| متوسط الأيام المثلجة (≥ 0.1 in)                                                  | 19.3                                                                             | 17.3                                                                             | 16.6                                                                             | 13.1                                                                             | 6.4                                                                              | 0.9                                                                              | 0.1                                                                              | 0.2                                                                              | 1.7                                                                              | 9.1                                                                              | 14.6                                                                             | 19.2                                                                             | 118.5                                                                            |
| ساعات سطوع الشمس الشهرية                                                         | 92.0                                                                             | 106.9                                                                            | 127.6                                                                            | 143.2                                                                            | 171.3                                                                            | 151.3                                                                            | 145.0                                                                            | 130.5                                                                            | 127.2                                                                            | 127.1                                                                            | 82.4                                                                             | 83.1                                                                             | 1٬487٫6                                                                          |
| نسبة وصول أشعة الشمس                                                             | 32                                                                               | 36                                                                               | 34                                                                               | 35                                                                               | 37                                                                               | 33                                                                               | 31                                                                               | 30                                                                               | 34                                                                               | 37                                                                               | 29                                                                               | 30                                                                               | 33                                                                               |
| المصدر #1: NOAA (المعدلات 1981–2010، الشمس 1961–1990)                            |                                                                                  |                                                                                  |                                                                                  |                                                                                  |                                                                                  |                                                                                  |                                                                                  |                                                                                  |                                                                                  |                                                                                  |                                                                                  |                                                                                  |                                                                                  |
| المصدر #2: أقصى التسجيلات 1933 - الحاضر                                          |                                                                                  |                                                                                  |                                                                                  |                                                                                  |                                                                                  |                                                                                  |                                                                                  |                                                                                  |                                                                                  |                                                                                  |                                                                                  |                                                                                  |                                                                                  |